# チャールズ・ゲシキ
チャールズ・M・ゲシキ（Charles M. Geschke、1939年9月11日 - 2021年4月16日）は、アメリカの実業家である。 1982年にグラフィックソフトウェア会社 アドビシステムズ（現：アドビ）をジョン・ワーノックと共同で設立したことで知られている。

## 学歴
ゲシキはセント・イグナティウス高校出身であり、ザビエル大学にて古典の学士号、数学の修士号を、カーネギーメロン大学にて計算機科学の博士号を取得した。ゲシキは1963年から1968年までジョン・キャロル大学で数学を教えていた。

## 経歴
アドビ設立の前、ゲシキとワーノックはゼロックスのパロアルト研究所に勤めていた。 ゲシキは1970年代前半から勤務しており、1978年からイメージングサイエンス研究室を牽引して計算機科学・グラフィックス・画像処理・光学の分野で研究を行っていた。彼は研究の長期パートナーとしてジョン・ワーノックを雇い、共にページ記述言語（PDL）を開発して、インタープレス（Interpress）という、書体・書式を電子的に表現する技術を作った。印刷制御に使うワーノックのインタープレスグラフィック言語の商業的価値に対して、ゼロックスの扱いに不満を持ったため、2人はゼロックスを離れてアドビシステムズを立ち上げた。

## アドビ
ゲシキとワーノックの開発したインタープレスは、PostScriptとして改良された。最初のDTPは、MacintoshとPostScriptプリンタであるLaserWriterを組み合わせて使うことで、文章入力や文面構成、画面上に表示された通りに印刷などを誰でも出来るようになった。
PostScriptは機種依存性がなく柔軟なので、市場価値があった。この新しいシステムが市場に登場すると、ビジネスユーザーによる文章作成の質・効果が急速に発展し、業界全体が急成長した。1986年12月から1994年7月まで、ゲシキはアドビの最高執行責任者を務め、1989年4月から2000年4月まで、社長を務めた。ワーノックが最高経営責任者の職を降りる少し前、2000年にゲシキはアドビの社長の職を降りた。1997年9月からアドビの理事会共同議長を引き受けている。
アドビは2010年のForbes Global 2000で1069位にランクインし、Forbes List of 400 Best Big Companies in 2009に掲載された。

### 1992年の誘拐事件
1992年5月26日の朝、カリフォルニア州マウンテンビューにあるアドビ駐車場に仕事で赴いていた時に、ゲシキは銃を持った2人の男に捕らえられた。カリフォルニア州ホリスターの家から連邦捜査局（FBI）によって解放されるまでに4日を要した。同年5月31日、身代金65万ドルを受け取った誘拐犯はゲシキを開放し、その後FBIはバンガローの隠れ家を特定した。
誘拐犯であるサンノゼのムハンマド・アルブハーリと、キャンベルのジャック・サイェは最終的にカリフォルニア州の州裁判所で終身刑を宣告された。

## 賞
1999年、チャールズ・ゲシキはAssociation for Computing Machinery（ACM）のフェローとして称えられた。
2002年、「ジョン・ワーノックと共に行ったDTPの普及活動の成果とフォント・グラフィックス・印刷分野のイノベーション」が評価され、コンピュータ歴史博物館のフェローとなった。
2006年10月、ゲシキは共同設立者のジョン・ワーノックと共にAeA Annual Medal of Achievement Awardを受賞した。この賞におけるソフトウェア開発技術者の受賞はこれが初である。2008年、IEEE Computer SocietyよりComputer Entrepreneur Awardを受賞。2009年には、大統領バラク・オバマより2008年アメリカ国家技術賞を受賞した。
2012年5月20日の日曜日、ゲシキは数学教授として勤めていたオハイオ州ユニバーシティ・ハイツのジョン・キャロル大学で卒業生に対して演説を行い、名誉博士号を取得した。

## 対外関係
ゲシキは、サンフランシスコ交響楽団の委員会、National Leadership Roundtable on Church Management、Commonwealth Club of California、タブローソフトウェアに属していた。カーネギーメロン大学の計算機科学諮問委員会、Egan Maritime Foundationの委員会、Nantucket Boys and Girls Clubの委員会にも属している。また、全米技術アカデミーのメンバーでもあり、Association for Computing Machineryのフェローでもある。
1995年に全米技術アカデミーに選ばれ、2008年にアメリカ芸術科学アカデミーに選ばれた。2010年にはサンフランシスコ大学理事会の理事長を務めた。

## 私生活
1964年にチャールズ・ゲシキはナンと結婚し、子や孫も授かっていた。彼はカトリック教徒だった。
2021年4月16日、死去。81歳没。